# Marko Loredan (biskup)
Marko Loredan († 1577.) bio je mletački plemić i senator iz obitelji Loredan, ninski biskup od 1554. do 1577. te apostolski administrator i zadarski nadbiskup od 1573. do svoje smrti 25. lipnja 1577.
Papa Julije III. imenovao ga je 19. studenoga 1554. ninskim biskupom, na kojem je položaju ostao do 1577. godine. Papa Grgur XIII. imenovao ga je 16. studenoga 1573. apostolskim administratorom u Zadru, gdje je ostao do svoje smrti 25. lipnja 1577.